# Санта-Ірія-де-Азоя
Санта-Ірія-де-Азойя (порт. Santa Iria de Azoia; МФА: [ˈsɐ̃.tɐ i.ˈɾi.ɐ dɨ ɐ.ˈzoj.ɐ]) — парафія в Португалії, у муніципалітеті Лореш. Розташована в західній частині країни, на теренах історичної португальської провінції Ештремадура. Входить до складу округу Лісабон. За адміністративним поділом, чинним до 1976 року, терени парафії були складовою провінції Ештремадура. Належить до Лісабонського патріархату Католицької церкви. Патрон — свята Ірія. Площа — 7,5155 км². Населення — 17831 ос. (2011). Сильно урбанізований регіон. Густота населення — 2372,56 осіб/км²
. Код — 110713.

## Населення
| Кількість мешканців | Кількість мешканців | Кількість мешканців | Кількість мешканців | Кількість мешканців | Кількість мешканців | Кількість мешканців | Кількість мешканців | Кількість мешканців | Кількість мешканців | Кількість мешканців | Кількість мешканців | Кількість мешканців | Кількість мешканців | Кількість мешканців |
| ------------------- | ------------------- | ------------------- | ------------------- | ------------------- | ------------------- | ------------------- | ------------------- | ------------------- | ------------------- | ------------------- | ------------------- | ------------------- | ------------------- | ------------------- |
| 1864                | 1878                | 1890                | 1900                | 1911                | 1920                | 1930                | 1940                | 1950                | 1960                | 1970                | 1981                | 1991                | 2001                | 2011                |
|                     |                     | 1 341               | 1 497               | 2 351               | 1 560               | 1 862               | 1 401               | 1 889               | 2 662               | 6 334               | 13 385              | 15 645              | 17 571              | 18 240              |